# Walzer (Maskerade)
Der Maskerade-Walzer ist ein Satz aus der von Aram Chatschaturjan komponierten Bühnenmusik für das Theaterstück Maskerade des russischen Dichters und Dramatikers Michail Jurjewitsch Lermontow aus dem Jahr 1941. Er gehört auch heute noch zum Repertoire vieler großer Sinfonieorchester, die ihn auch gern als Zugabe spielen. Auch auf großen klassischen Bällen und festlichen Veranstaltungen wird dieser Konzertwalzer oft gespielt.

## Geschichte
Der Komponist tat sich schwer mit dem Auftragsstück, erst als ihm das zweite Thema einfiel, im Notenblatt ab Takt 45, war der Rest für ihn einfach. Chatschaturjan schrieb den Walzer für die Darstellerin der Nina, der Schauspielerin Alla Kazanskaya (1920–2008), die über den Tanz sagte: Wie schön ist dieser neue Walzer […] etwas zwischen Trauer und Freude ergriff mein Herz.
Die Premiere des Stücks und seiner Schauspielmusik fand am Abend des 21. Juni 1941 im Moskauer Wachtangow-Theater statt, wenige Stunden vor Beginn des Deutsch-Sowjetischen Krieges. Nach nur wenigen Aufführungen wurde das Theater von einer deutschen Fliegerbombe während einer Vorstellung getroffen, was den Schauspieler Vasiliy Kuza das Leben kostete. Danach musste der Betrieb eingestellt werden.
1944 arrangierte Aram Chatschaturjan fünf Stücke aus der Schauspielmusik zu einer Orchestersuite, in der der Walzer gleich zu Anfang erklingt. Der kanadische Musikjournalist Don Anderson schreibt über das Stück: Der erste Satz ist ein Walzer. Seine wogenden Rhythmen und dunklen emotionalen Unterströmungen zeugen mehr von Leidenschaft als von Eleganz.
In dem Film Krieg und Frieden von Robert Dornhelm aus dem Jahr 2007 begleitet der Walzer in der Ballszene im ersten Teil den Tanz von Natascha und Andrei. 2010 gewann die japanische Eiskunstläuferin Mao Asada bei den Olympischen Winterspielen in Vancouver die Silbermedaille mit ihrer Darbietung zur Musik des Walzers.

## Musikalische Struktur und Instrumentierung
Geschrieben ist der Walzer in der Tonart a-Moll. Der Komponist gibt als Zeitmaß für die Komposition ein Tempo di valse vor, die Spieldauer beträgt demnach, je nach Interpretation, zwischen dreieinhalb und vier Minuten. Wie die meisten tanzbaren Walzer ist auch dieser im 3/4-Takt gehalten und erzeugt mit effektvollen Verzögerungen eine rhythmische Spannung. Die Tonstärke ist durchwegs forte. Die Einleitung besteht aus 12 Takten, das folgende erste Thema erklingt über 28 Takte. Nach einer Wiederholung erscheint das zweite Thema mit 16 Takten, das auch wiederholt wird. Nach einer Überleitung in neun Takten kehrt der Walzer wieder zum ersten Thema (41 Takte) zurück.
Chatschaturjan sieht für den Walzer als Instrumentation je zwei Querflöten, Piccoloflöten, Oboen, Klarinetten, Fagotte, vier Hörner, zwei Trompeten, drei Posaunen, eine Tuba, Pauken, Schlagzeug und eine Streichergruppe vor.

## Hörprobe
- Videoclip mit dem Sinfonieorchester der Musikschule Arthur Rubinstein, Bydgoszcz, Polen. YouTube.